# Regina Deriewa
Regina Deriewa (ros.: Реги́на Ио́сифовна Дери́ева, IPA: [rʲɪˈɡʲinə ɪˈosʲɪfəvnə dʲɪˈrʲijɪvə] (odsłuch); ur. 7 lutego 1949 w Odessie, zm. 11 grudnia 2013 w Sztokholmie) – rosyjska poetka i pisarka.

## Życie
Od lipca 1999 roku do swojej śmierci, Regina Deriewa mieszkała w Szwecji. Pogrzeb Reginy Deriewej miał miejsce 23 grudnia 2013 roku. Została pochowana na Norra begravningsplatsen (Katolska Kyrkogården) w Sztokholmie.

## Twórczość
Regina Deriewa opublikowała około trzydziestu książek w tym poezję, eseje i prozę. Jej twórczość tłumaczona była na kilka języków, w tym na angielski, francuski, szwedzki, arabski, włoski, chiński, tajski i grecki. Płytę kompaktową, na której czyta ona po rosyjsku wybrane wiersze wydano w 1999 r. Jej utwory publikowane były w takich pismach jak Poetry, Evergreen Review, Modern Poetry in Translation, Poetry East, The Liberal, Ars Interpres, Salt Magazine, Quadrant, Notre Dame Review, a także w wielu rosyjskich czasopismach.
Tłumaczyła wiersze Thomasa Mertona oraz współczesnych poetów amerykańskich, australijskich, brytyjskich, polskich i szwedzkich. Brała udział w wielu szwedzkich i międzynarodowych festiwalach poezji. Otrzymała w 2003 roku Shannon Fellowship of the International Thomas Merton Society. W roku 2009 szwedzki Kościół katolicki przyznał jej medal ORA ET LABORA za twórczość literacką na rzecz Kościoła.
Na poezję Deriewej wielki wpływ miał jej katolicyzm. Włoski kompozytor i organista Armando Pierucci skomponował w 1996 r. kantatę do zbioru jej wierszy. Kantata nosi tytuł Via Crucis.
Amerykańskie wydawnictwo Spuyten Duyvil opublikowało w 2005 r. jej książkę zatytułowaną Alien Matter. The Sum Total of Violations została wydana w 2009 r. przez Arc Publications z Wlk. Brytanii. Ostatni zbiór wierszy Deriewej w angielskim przekładzie pt. Corinthian Copper, został wydany w 2010 r. i Earthly Lexicon w 2020 r. przez Marick Press.
Wiersze Reginy Deriewej ukazały się  także w polskim przekładzie Ryszarda Reisnera w tomiku Chleb i Sól w 2015 oraz w czasopiśmie Zeszyty Literackie w 2016 roku.